# Гоч
Гоч е ниска планина в Централна Сърбия, разположена между Поморавието и долината на Западна Морава в частта ѝ източно от Кралево. Най-близкия изходен пункт за планината е Врънячка баня. Планината е част от т.нар. Севернокопалнички планини, като е естествено продължение на север на Копалник.
Дължината ѝ е 10 – 12 km в посока изток-запад, като най-високия ѝ връх е Кръня – 1127 m надморска височина. Водите ѝ се оттичат към Западна Морава на север и Расина на юг. Планината е достъпна от два главни изходни пункта – от Врънячка баня през Станишиница, и от Кралево през Каменица до връх Добра вода.
Флората е разнообразна – планината е залесена с широколистни и иглолистни гори – бук, ела, бор. Коч е богат на диви ягоди и билки. В планината се отглеждат много пчелни кошери. В местността Гвоздац е изграден малък язовир.
В планината се намира местността Римско гробище, където по времето на Неманичите сасите (саксонските рудари от Трансилвания) са добивали и топели желязо.
Планината е туристически център в който има два хотела – „Добра вода“ и „Бели извор“, като в района са изградени ски съоръжения за начинаещи – две ски-писти с два ски-влека и един ски-лифт. Планината разполага с маркирани туристически пътеки, спортни съоръжения за практикуване на различни видове спорт и една мини ски-шанца.